# Chagrin Falls
Chagrin Falls es una villa ubicada en el condado de Cuyahoga en el estado estadounidense de Ohio. En el Censo de 2010 tenía una población de 4113 habitantes y una densidad poblacional de 744,51 personas por km².

## Geografía
Chagrin Falls se encuentra ubicada en las coordenadas 41°25′51″N 81°23′20″O / 41.43083, -81.38889. Según la Oficina del Censo de los Estados Unidos, Chagrin Falls tiene una superficie total de 5.52 km², de la cual 5.37 km² corresponden a tierra firme y (2.72%) 0.15 km² es agua.

## Demografía
Según el censo de 2010, había 4113 personas residiendo en Chagrin Falls. La densidad de población era de 744,51 hab./km². De los 4113 habitantes, Chagrin Falls estaba compuesto por el 98.03% blancos, el 0.44% eran afroamericanos, el 0.05% eran amerindios, el 0.8% eran asiáticos, el 0.07% eran isleños del Pacífico, el 0.07% eran de otras razas y el 0.53% pertenecían a dos o más razas. Del total de la población el 0.88% eran hispanos o latinos de cualquier raza.